# Трио для клавира, кларнета и альта
Трио для клавира, кларнета и альта ми-бемоль мажор KV. 498 (нем. Kegelstatt Trio) — фортепианное трио австрийского композитора Вольфганга Амадея Моцарта, созданное им в Вене в августе 1786 года, в период увлечения игрой в кегли. Незадолго перед этим он написал, во время игры в кегли, 12 дуэтов для двух валторн. По ряду причин произведение впоследствии стало известно как Kegelstatt Trio («Кегельштатт-трио», «Кегельное трио», «Кегельбанное трио»). В нём композитор впервые применил сочетание клавира (фортепиано), альта и кларнета. В 1788 году произведение было опубликовано для стандартного состава инструментов; впоследствии исполнялось и издавалось для различных ансамблей инструментов.

## История
Согласно автографу Моцарта трио было закончено 5 августа 1786 года в Вене. Ещё в Зальцбурге Вольфганг увлёкся игрой в кегли и стрельбой по мишеням из ружья (Bölzelschießen). О его любви к этим забавам свидетельствуют письма, где об этом неоднократно упоминается. Так, он часто обращался к отцу и сестре с просьбой передать привет «верным стрелкам» или «Представительнейшей Компании стрелков», а также пожелание, чтобы «музыкальный пир» удался (по обычаям того времени игры часто сопровождались музыкой, музицированием). Благодаря собственноручной записи Моцарта, сделанной на автографе 12 дуэтов для двух валторн KV 487/496a, известны обстоятельства их создания: «Вена, 27 июля 1786 г. во время игры в кегли [untern Kegelscheiben]». Распространена точка зрения, что и трио было создано композитором во время игры в кегли. Некоторые усматривают в сочинении даже элемент программности, связанной с игрой: «в начале трио при желании можно представить раскручивание руки перед броском мяча». Однако доподлинно неизвестно об обстоятельствах, свидетельствующих о том, что произведение было создано во время игры в кегли, а утвердившееся название «Кегельное трио» (Kegelstatt Trio), видимо, появилось по инициативе издателей. Немецкое понятие Kegelstatt переводится как «место для игры в кегли». Клеменси Бертон-Хилл писала, что трудно сказать, имеет ли действительные основания кегельная версия создания произведения, «но совершенно очевидно, что во время работы над ним, и в особенности над партией кларнета, Моцарт от души веселился». В подтверждение того, что создание трио могло быть связано с кеглями, приводится тот факт, что Моцарт часто сочинял в нерабочих условиях: за игрой в бильярд, в карете.
В Вене композитор сдружился с семейством естествоиспытателя Николауса Йозефа фон Жакена, с членами которого был знаком примерно с 1783 года. Младший сын учёного, Эмилиан Готфрид, обладал музыкальными способностями, пел и сочинял музыку, а дочь Франциска была одарённой пианисткой и ученицей Моцарта. Предполагается, что первое исполнение трио прошло в доме Жакенов: партию альта исполнил Моцарт, клавира — Франциска, а кларнета — Антон Штадлер, кларнетист и бассетгорнист-виртуоз, игравший на премьере двух других сочинений композитора для кларнета: Квинтет ля мажор (К. 581) и Концерт ля мажор (K. 622).
Моцарт первым в музыкальной практике применил в трио сочетание клавира (фортепиано), альта и кларнета. Лишь в XIX веке появились другие произведения для подобного инструментального состава (Роберт Шуман, Макс Брух, Карл Райнеке). В 1788 году в венском издательстве «Артария» опус был опубликован (видимо, с согласия Моцарта) для обычного состава инструментов. Также в нём содержалось следующее указание: «Трио для чембало или фортепиано в сопровождении скрипки и альта. Op. 14. Партия скрипки может быть заменена также кларнетом». С тех пор трио издаётся для различных инструментальных составов и соответственно исполняется.

## Структура
1. Andante
2. Menuetto
3. Rondeaux: Allegretto

## Характеристика
Трио написано в трёх частях, причём первая звучит в медленном темпе, а не в быстром, как это было обычно принято. Для структуры сочинения характерна сюитная, а не сонатная последовательность частей. Бертон-Хилл отмечала, что несмотря на новаторское применение сочетания инструментов, звучание кажется «удивительно естественным».
Очень высоко ценил сочинение Альфред Эйнштейн, называя его в ряду «величайших» камерных шедевров Моцарта, созданных в форме клавирных трио (К. 502 и К. 542), где автор достиг пределов совершенства в рамках такого состава. Кларнетное трио музыковед называет «глубоко личным произведением», созданным специально для Франциски, — это «воплощение интимности, любви, дружбы, вдохновения». Его главную тональность — ми-бемоль мажор — исследователь описывает как воплощение «сердечной дружбы», в отличие от других произведений в этой тональности, которую Эйнштейн часто характеризует как «масонскую». Моцарт постоянно возвращается к ми-бемоль мажору в первой части — «гордом и уверенном Andante», в котором используется остинатное группетто. Музыковед Ирина Якушина отмечала, что музыке придаёт особую мечтательность и чувственность кларнет, а кода первой части представляет собой своеобразный ноктюрн, в котором «смолкают дневные звуки, дремлют чувства».

Характеризуя музыку первых двух частей, Эйнштейн писал: «Эта часть так же уникальна в творчестве Моцарта, как и средняя, дышащая счастьем и всё же чуть строптивая — опять-таки одно из чудес контрапунктического учёного письма, только учёность эту никто не замечает». Высокую оценку заслужила и последняя часть, написанная в форме рондо: 
Что же сказать, наконец, о финале, об этом с начала до конца певучем Рондо, в последнем разделе которого, тихо ликуя, господствует новый мотив, впервые появляющийся после минорного эпизода? Как умеет теперь Моцарт не только закончить, но и увенчать целое, прибегая к мелодическому и контрапунктическому сгущению, — приёму, оставляющему слушателя, не только удовлетворённым, но и восхищённым.